# آبشار کئوتی
آبشار کئوتی (به انگلیسی: Keoti Falls) آبشاری است که در مادایا پرادش، هند واقع شده و ارتفاع کلی ریزشگاه آن ۹۸ متر (۳۲۲ فوت) است.